# Долбинский
Долбинский — опустевший поселок в Белёвском районе Тульской области в составе Левобережного сельского поселения. Население - 0 человек (2021).

## География
Находится в юго-западной части Тульской области на расстоянии приблизительно 5 км на запад по прямой от города Белёв, административного центра района.

## История
В 1926 году здесь (тогда Долбинские хутора) было учтено 5 дворов, в конце 1930-х годов — 10 (Долбинские выселки).

## Население
Постоянное население составляло 52 человека (1926 год), 0 в 2002 году.
| 2010 |
| ---- |
| 0    |